# Calliscarta rugosa
Calliscarta rugosa är en insektsart som beskrevs av Freytag 1988. Calliscarta rugosa ingår i släktet Calliscarta och familjen dvärgstritar. Inga underarter finns listade i Catalogue of Life.